# Collezionismo di monete

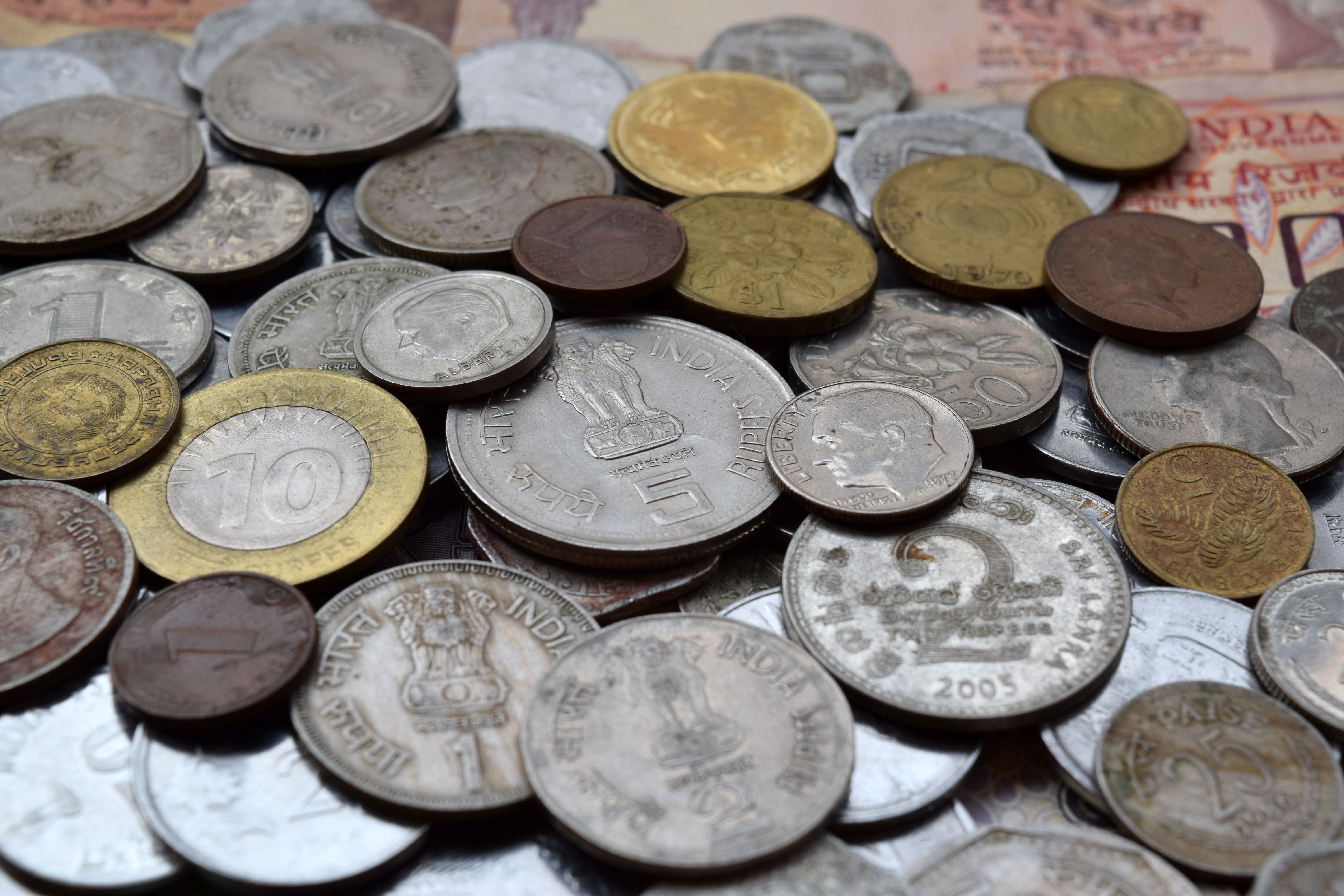
Collezione di monete

Il collezionismo di monete è quella forma di collezionismo e di commercio che riguarda le monete o altre forme di valute emesse legalmente.
Spesso comprende quelle monete che hanno circolato per brevi periodi, coniate con degli errori,  considerate particolarmente belle o che hanno particolare rilevanza storica.
Il collezionismo di monete è distinto dalla numismatica in quanto questa è lo studio scientifico delle monete, anche se le due cose sono strettamente collegate.
Spesso, comunque, i collezionisti sono anche degli studiosi di numismatica.

## Storia
La tesaurizzazione delle monete per il loro valore intrinseco è un fenomeno che risale agli stessi inizi della monetazione.
Il collezionismo, la raccolta invece di monete come espressione artistica o per il loro valore storico è un fenomeno posteriore ma che comunque risale all'antichità.
Il collezionismo di monete era considerato l'"hobby dei re". La tradizione assegna a Petrarca la nascita del collezionismo di monete moderno.

## Aree

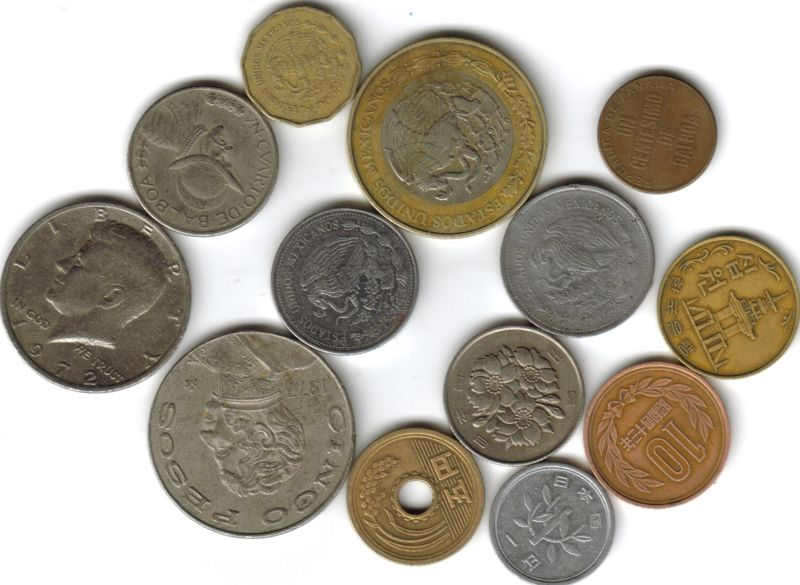
Monete provenienti da tutto il mondo

I collezionisti di monete tipicamente selezionano un'area d'interesse e collezionano monete da quell'area. Interessi comuni riguardano monete di una determinata area geografica, di un determinato periodo storico, di particolari materiali o con errori di conio.
I collezionisti che si occupano di una specifica nazione spesso scelgono monete del proprio paese. Modi comuni di collezionare monete di una nazione sono quelli di avere una moneta di uno specifico taglio per ciascun anno, oppure quello di avere una moneta rappresentativa per ciascuna serie (collezionismo tipologico). Ad esempio, una collezione tipologica della repubblica italiana dovrebbe includere tutte le serie per i vari tagli: 1000 lire bimetalliche, 500 lire bimetalliche, 500 lire in argento, ecc. Una collezione per data sempre della repubblica italiana potrebbe essere quella delle 200 lire delle sue versioni commemorative dal 1980 al 1999.
I collezionisti di monete antiche e medioevali sono in genere più interessati degli altri al significato storico delle loro monete: esempi di collezioni sono quelle di monete romane, greche o di un particolare imperatore. I collezionisti di monete mondiali sono spesso interessati alla geografia ed alla cultura dei popoli: esempi di collezioni sono quelle per nazione o per continente. Il collezionismo di errori di conio è relativamente recente, dato che la perfezione delle zecche moderne rende le monete con degli errori delle rarità: esempi di errori sono le doppie battute, le mancanze di metallo, le monete disassate o tagliate.
Nel collezionismo di monete, lo stato di conservazione è molto importante e da esso dipende il valore della moneta. Vi sono sistemi per la descrizione dello stato complessivo della moneta e vi sono professionisti per perizie numismatiche.

## Importanti collezionisti di monete
- Vittorio Emanuele III, re d'Italia, fu collezionista e numismatico. La sua collezione è stata donata allo Stato italiano, oggi è esposta presso il Museo Nazionale Romano
- Edgar Holmes Adams (1868-1940) collezione di monete statunitensi venduta all'asta l'11 aprile 1935 a New York dalla ditta Thomas L. Elder
- F. M. Allotte de la Füye (1844-1939) collezione di monete greche e romane venduta all'asta il'17 febbraio 1925 ed il 28 aprile 1925 a Parigi dalla ditta Florange e Ciani
- William Sumner Appleton (1840-1903) collezione di monete statunitensi venduta all'asta l'8 luglio 1913 a New York dalla ditta Thomas L. Elder
- Hans Sylvius von Aulock (1895-1980) collezione di monete greche donata all'Istituto Archeologico Germanico di Berlino
- Emil Bahrfeldt (1850-1929) collezione di monete medievali tedesche venduta all'asta il 21 giugno 1921 a Berlino dalla ditta Adolph Hess
- Max von Bahrfeldt (1856-1935) collezione di monete romane venduta all'asta il 18 settembre 1922 ad Halle (Saale) dalla ditta A. Riechmann
- Albert Baldwin (1912-1967)
- Otto Bally (1839-1908)